# 3rd YEAR ANNIVERSARY LIVE at ZOZO MARINE STADIUM
《3rd YEAR ANNIVERSARY LIVE at ZOZO MARINE STADIUM》是日本女子偶像組合櫻坂46在2023年11月25日和11月26日於千葉縣千葉市美濱區美濱的千葉海洋球場舉行的公演，於2024年5月15日以DVD和Blu-ray的形式發售，為櫻坂46第4部現場影像作品。

## 背景與發行
2023年4月13日，櫻坂46在東京都國立代代木競技場第一體育館舉行的全國巡演「櫻坂46 3rd TOUR 2023」的公演第二天中宣佈在同年11月25日和11月26日於千葉海洋球場舉行三週年公演，這是櫻坂46以至前身櫸坂46以來首次在體育場舉行公演。8月22日，成員土生瑞穗宣佈畢業，並且以11月25日舉行的公演是作為其在櫻坂46的最後舞台。
公演首天舉行土生瑞穗的畢業儀式，並且首次演唱《承認欲求》的收錄曲《我們的 La vie en rose》，翌日公演則有原本在休養的成員遠藤光莉復出，也宣佈在2024年1月15和1月16日於東京都豐洲PIT以及在1月22日和1月23日於東京都Zepp DiverCity（TOKYO）舉行「7th Single BACKS LIVE!!」公演。2024年3月19日，櫻坂46在「櫻坂46 4th ARENA TOUR 2024新・櫻前線 -Go on back?-」愛知公演中宣佈推出公演的DVD和Blu-ray。

## 榜單成績
在Oricon公信榜，公演DVD和Blu-ray分別以3,283張和16,332張的銷量取得週榜第1名，這是櫻坂46繼《2nd TOUR 2022 「As you know?」 TOUR FINAL at 東京巨蛋 〜with YUUKA SUGAI Graduation Ceremony〜》以來，再次同時取得DVD週榜、Blu-ray週榜以及DVD和Blu-ray週榜第1名。

## 外部連結
- . 櫻坂46.   [2024-11-03]. （原始内容存档于2024-05-23） （日语）.
- YouTube上的（日語）